# Гредіштя (комуна, Вилча)
Гредіштя (рум. Grădiștea) — комуна у повіті Вилча в Румунії. До складу комуни входять такі села (дані про населення за 2002 рік):
- Валя-Гредіштей (220 осіб)
- Гредіштя (468 осіб)
- Добріча (528 осіб)
- Діаконешть (151 особа)
- Лінія (743 особи)
- Обіславу (187 осіб)
- Стрекінешть (41 особа)
- Турбуря (355 осіб)
- Цуцуру (409 осіб)

Комуна розташована на відстані 186 км на захід від Бухареста, 50 км на південний захід від Римніку-Вилчі, 61 км на північ від Крайови.

## Населення
За даними перепису населення 2002 року у комуні проживали 3102 особи.
Національний склад населення комуни:
| Національність | Кількість осіб | Відсоток |
| -------------- | -------------- | -------- |
| румуни         | 3002           | 96,8%    |
| цигани         | 98             | 3,2%     |
| угорці         | 1              | < 0,1%   |
| німці          | 1              | < 0,1%   |

Рідною мовою назвали:
| Мова      | Кількість осіб | Відсоток |
| --------- | -------------- | -------- |
| румунська | 3003           | 96,8%    |
| циганська | 98             | 3,2%     |
| німецька  | 1              | < 0,1%   |

Склад населення комуни за віросповіданням:
| Релігія     | Кількість осіб | Відсоток |
| ----------- | -------------- | -------- |
| православні | 3095           | 99,8%    |
| адвентисти  | 6              | 0,2%     |

## Зовнішні посилання
- Дані про комуну Гредіштя на сайті Ghidul Primăriilor [Архівовано 15 листопада 2012 у Wayback Machine.]